# Славута (усадьба)
Славута — главная резиденция князей Сангушко на Волыни, архитектурный ансамбль XVIII-начала XX веков, вокруг которого сформировался современный город Славута. Расположена на возвышении по правому берегу реки Деражня (ныне Утка). Главное здание — усадебный дворец эпохи эклектики — не сохранилось.

## История и архитектура

### Классицизм
Строительство усадебного дома велось начиная с 1782 года по заказу князя Иеронима Сангушко и по проекту архитектора Фердинанда (?) Мерцка. Каменный дворец строился рядом со старым деревянным двором («замком»). Строительными работами руководили Иоганн Кетлер и Фабиан Жумпар. Малярные работы выполнил Юзеф Рейхан. Это был одноэтажный дом с двумя боковыми флигелями. На партере размещались сени, кабинет, столовая, покой «левый», на первом этаже — гостиная, спальня и другие покои. К сожалению, иконографические материалы славутского дворца с тех времен отсутствуют.
Во время второго этапа развития славутской резиденции в 1793—1795 годах дворец, как и дворцовый простор, существенно расширен. Введена традиция проведения банкетов и балов.

### Усадьба в XIX веке
После смерти Иеронима Сангушко, владельцем Славуты становится Евстахий Сангушко, так дальнейшее развитие резиденции проходило по его инициативе. В 1822—1841 годах вблизи дворца был построен костёл Святой Дороти, храм, имел назначение приходского.
По наблюдениям служащего княжеской канцелярии Роберта Набеляка, дворец тогда был одноэтажным и квадратным в проекции. Имел хотя и просторный, но вовсе не украшенный фасад. Рядом с ним находился флигель, кухня, касса и канцелярия. В отдалении располагались конюшни. За конюшнями находилась суконная фабрика. Непосредственно город раскинулся на противоположном берегу пруда, через который от дворца вела кладка. Все здания имели красные крыши, по мнению Набеляка, украшало славутский пейзаж.
Под руководством архитектора А. Брунака, над дворцом возведен второй этаж. Достроены портик с колоннами и новая лестница. Отремонтировано помещение первого этажа. Заменено столярку. Правое крыло обращено арочным проездом, завершенное террасой. Как показывают современные иконографические материалы, архитектурные обработки дворца были весьма скудными. Это подтверждает мюнхенский журнал «Das Ausland», который 28 октября 1841 года писал, что славутский дворец, перестроенный из старого здания, не особо от него отличается.
Состояние резиденции после многочисленных перестроек зафиксировал также и Мизочкий шляхтич Юзеф Дунин Карвицький:
Перестроенный местный дворец, постоянная резиденция помещиков, является тяжелым, двухэтажным, каменным домом, не имеющий никакого стиля. В начале 1830-х годов, достроен второй этаж, гораздо ниже первого, что, конечно, дворец не украшает. Два флигеля, один кухонный, а второй приветственный, насиженный до смерти княгини св. п. Евстаховой, а дальше манеж и одноэтажный павильон с большими конюшнями, в которых содержится стадо известных сангушкивських лошадей, составляли до последнего времени дворцовый комплекс. В том же павильоне жил в течение 50 лет и здесь умер св. п. князь Роман [...] Ведь ни один из членов семьи, после смерти кн. Евстахия ни жил во дворце; были в нем лишь административные покои на партере, первый этаж пустовал. Пребывающие гости размещались на втором. 
Оригинальный текст (пол.)Obszerny tutejszy pałac, zwykła rezydencya dziedziców, jest to cięźki, dwupiętrowy, murowany budynek, niemający żadnego stylu. Na począntku trzeciego dziesiątka bieżącego stuliecia, dobudowano drugie piętro, daleko niższe od pierwszego, co bynajmniej nie posłużyło ku jego ozdobie. Dwie oficyny, jedną kuchenna a drugą gościnna, zamieszkiwana do śmierti przez ś. p. księżnę Eustachową, a dalej rajtszula i pawilon piętrowy z obszernymi stajniami, mieszczącemi w sobie słynne konie stada Sanguszkowskiego, stanowiły do ostatnich lat pałacowe attynencye. W tym to pawilonie mieszkał przeszło lat 50 i tu zmarł ś. p. książe Roman [...] Żaden więc z członków rodziny, po śmierci ks. Eustachego nie mieszkał w pałacu; były w nim tylko pokoje recepcyonalne na parterze; pierwsze piętro stało prawie pustkami. Przybywających gości mieszczono na drugiem.
После смерти князя Евстахия Сангушко († 1844) никто из Сангушков постоянно во дворце ни жил. Сам дворец располагался на песчаном возвышении, не огражденный от города. Поэтому верующие ходили в костёл Св. Дороти прямо через дворцовый детинец. В 1866 году на первом этаже были расположены так называемый архив князей Сангушко и родственные сборки фарфора, оружия, живописи, перевезены в Славуту с заславской резиденции.
В 1810 году в славутскую резиденцию была перенесена часть корецкой библиотеки, которая составляла несколько тысяч томов.
Впоследствии в славутской резиденции поселился князь Роман Адам Сангушко, правда, под обитания он выбрал классицистический павильон «при конюшнях». Состоял последний из трех двухъярусных домов соединенных между собой одноэтажными объёмами в которых когда-то располагались конюшни. Князь поселился в среднем корпусе, который представлял собой здание расчлененное от главного фасада шестью пристенными колоннами, поддерживавшие балки и треугольный фронтон.
В 1858 году князь Роман Адам Сангушко оставил павильон «при конюшнях» и перебрался в хижину за костёлом, среди дубовой рощи.
Новое дыхание резиденция получила за властвование графини Каролины де Тун Гогенштайн, жены князя Романа Дамиана Сангушко. Дворцовый комплекс был оборудован водопроводом и канализацией. Расширен парк. Высажено большое количество деревьев, кустов и цветов. Разбиты клумбы и газоны. Первый этаж был превращен в роскошные административные апартаменты. Лестницы и другие покои украшены старосветскими гобеленами. Ценный гобелен, с изображением тициановских амуров, которые порхают между облаков, украшал большой салон. На других были изображены библейские сцены, лесные пейзажи на т. н. красновато-коричневом (фр. feuille morte) фоне. Бронзовая пластика, старосветский фарфор и японские вазы, привезенные из заславского дворца, дополняли наряд дворцовых интерьеров. Построена группа фонтанов декорированных скульптурными композициями итальянских мастеров.
После смерти князя Романа Адама Сангушко († 1884), архив был перенесен в павильон «при конюшнях», а затем его ещё раз перенесли в бывшею часовню напротив дворца за парком. В славутской резиденции Сангушки жили только в холодное время года, а на лето переезжали в построенные в 1880-х гг виллы в Климовке под Заславом. Туда же была перенесена основная часть сангушкивской сборки живописи.

### Усадьба в XX веке
После пожара 1905 года дворец в последний раз был реконструирован. Изменена дворцовая крыша. Главный фасад дворца акцентирован тремя ризалитами. Центральный полукружный ризалит завершен аттиком, два боковых — треугольными фронтонами.
Окончательно сформированный дворцовый комплекс располагался среди парка и кроме собственно самого дворца включал меньший дворец — так называемый «Графский дом», конюшни, кухню, служебный флигель, оранжерею, дом охраны, кузницу и беседку. За парком возвышался костёл Святой Дороти. От малого дворца в западном направлении до железнодорожной станции простирался парк «Зверинец», предназначенный для отдыха и охоты князей и их гостей. На противоположном берегу реки Деражня был посажен общественный парк «Альбенка». Территория резиденции была обнесена трехметровым забором, длиной около 3 км.
24 декабря 1917 года, краковская газета «Czas», опубликовала воспоминания историка искусства, профессора Ягеллонского университета Ежи Мицельского, о посещении им в 1914 году славутской резиденции. Из публикации следует, что во дворце хранилась ещё довольно многочисленная коллекция произведений искусства разных эпох, для заключения перечня которой был приглашен Мицельский. По памяти он вспоминал, что в разных комнатах висело около 20 картин XVII века, выполненных мастерами нидерландской и фламандской школ. Среди них: «Застолье» Давида Тенирса младшего; неизвестная работа Дирка Ступа; натюрморт Рахили Рейсх т.п.. Из итальянской живописи: картина на доске с изображением усеченной головы Иоанна Крестителя первой четверти XVI века атрибутированная Луини Бернардино, ученику Леонардо. Из французского: работа с изображением сцены лесной охоты кисти Жана-Батиста Одри и одна из первых, времен быта в Речи Посполитой, работ Жан-Пьера Норблена де ла Гурдена «Битва под Зборовом».
Во дворце также был сборник сангушковских фамильных портретов, среди которых Мицельский выделил портреты Януша Модеста Сангушко и его жены Анели
работы венского художника Иоганна Баптиста Лампи.
Интерьер дворцовых покоев украшали несколько китайских ваз, датированных XVIII веком, высотой от 0,5 до 1 метра.
Отдельный восторг искусствоведа вызвала коллекция из более чем двадцати хорошо сохранившихся гобеленов, спрятанная в 1890-х, после неудачной попытки приспособления под малые размеры славутских комнат, в особо расположенного от дворца хранилища. Мицельский разделяет их на три цикла:
1. Гобелены фламандские XVI века, с изображениями рыцарско-мифологических сцен;
2. Больших размеров, типичны, преимущественно с пейзажами, фламандские, середины XVII века;
3. Наиболее искусно стоимостная и совершенная работа французских станков «Etienne Blondel» Франсуа Буше.
По тем временам, Мицельский оценил стоимость всех трех циклов гобеленов в 10 миллионов франков , что в золотом эквиваленте составил 2903 килограмма.
Перед Первой мировой войной большая часть дворцовых художественных сборников была вывезена вглубь России, откуда, после Рижского мира 1921 года, была передана Польше.
Осенью 1917 года во время бунта 264 запасного пехотного полка русской армии, расквартированного в Славуте, дворцовый комплекс, оставленная перед войной часть художественных сборников, были подвергнуты грабежу и огню. Владельца славутской резиденции князя Романа Дамиана Сангушко зверски убили, другим жителям дворца удалось спастись бегством. После пожара остался невредимым образ святой Тепрезы, который позже торжественно перенесли в костёл святой Дорофеи Кесарийской. В 1922 году по распоряжению советской власти развалины дворца разобрали. Сегодня от бывшей резиденции остались только конюшни и костёл Святой Дорофеи.

## Посетители
В 1800 году Славуту посетил художник Зигмунд Фогель, а в 1815 году — немецкий художник Петер фон Гесс, который должен был сделать эскизы арабских лошадей, разведением которых занимались Сангушки, для изображения батальных сцен на стенах королевского дворца в Мюнхене.
Также славутскую резиденцию неоднократно посещал князь Вацлав Жевуский( «Эмир Золотая Борода» ,  «Атаман Ревуха» ), который был известным ценителем лошадей. В середине 1828 года с ним приехала капелла бандуристов Каэтана Видорта и хор надворных казаков казаков из Саврани, представивших новый сборник арабских песен в переводе князя Вацлава. Рецензентами этого сборника были князь Евстахий Сангушко и поэт Иван Котляревский, который уже не впервые гостил во дворце Сангушко.
В конце XIX века на лечении в славутских владениях князей Сангушко находилась Леся Украинка, а в 1890-х годах с концертом выступила Мария Заньковецкая. В 1884—1887 годах здесь работали исследователь-археограф Зигмунт Люба Радзиминский и учитель славяно-кириллической палеографии из Львовской гимназии Петр Скобельский, историк Александр Чоловский, совместно с консерватором славутского архива Брониславом Горчаком, занимались изучением благоустройством и публикацией исходных материалов архива князей Сангушко.
Также в славутской резиденции князей Сангушко в своё время побывали художники Наполеон Орда, Юзеф Брандт, Юлиуш Коссак и другие.

## Интересные факты
- По мнению Роберта Набеляка, служащего-канцеляриста князя Евстахия Сангушко, парк, рос между дворцом и суконной фабрикой, ничем особым не отличался, кроме собственного охранника. Его сторожил ветеран наполеоновских войн, чудак, побывал на острове Сан-Доминго и в Москве, но ничего не сумевший рассказать, по причине меланхолического состояния[2].
- Любимец нескольких поколений славутских детей, житель дворца, карлик Якуб Шпал или как его ещё называли Якубцо Дешпал, имел знатную коллекцию табакерок. Существовала неформальная традиция, каждая из дам, которая посетит дворца, должна пополнить коллекцию новой вещью. Специально для Шпала в конюшнях содержали несколько карликовых лошадей и маленькую желтую карету. Воды Шпал не пил, предпочитал пунш и другим алкогольным напиткам. Умер 9 марта 1857 года. Княгиня Мария Сангушко[укр.] установила на его могиле памятник с надписью: «Якубу Шпала, названному Дешпал. Верному товарищу и приятилю пяти поколений князей Сангушко». Этот памятник в виде небольшого железного саркофага до сих пор лежит на заброшенном славутском кладбище [17][18].
- Волынский генерал-губернатор Михаил Чертков считал, заславские владения, с 1907 года будут носить название Заславской ординации, и в частности городок Славуту, «логово всей сволочи». Такое отношение было обусловлено тем, что все служащие имений в 1863 году приняли участие в восстании против русских, а на славутских фабриках изготовлялись косы и пики для повстанцев[19].
- История из реальной жизни, услышанная Юрием Кленом во время посещения дворца Сангушко в Славуте, стала основой новеллы «Медальон». Дети, которые хотели спасти воздушного змея, напугали лошадей, которыми управляла княгиня Сангушко. В шаге от гибели, княгиню с малой дочкой спас бедняк, который отказавшись от любой благодарности отправился в мир. Через некоторое время, Сангушко, занята благодеяниями, находит у мертвеца медальон, по которому узнает своего спасателя. Вполне искренне княгиня пытается отблагодарить хотя бы детей своего спасителя, не подозревая, что её настоящий спаситель убит рукой покойника с медальоном[20][21].

## Интернет-ресурсы
- Tadeusz Jerzy Stecki Wołyń pod względem statystycznym, historycznym і archeologicznym. T.1. Lwów, 1864. (пол.)
- Павлюк В. Палацово-паркові ансамблі магнатерії — центри культури Волині
- Władysław Berkowski. Sławuta jako rezydencja książąt Sanguszków od końca w. XVIII do początku w. XX (пол.)
- Małgorzata Śliż. Sławucka stadnina w świetle raportu z 1799 r. (пол.)